# Función de verdad
En lógica matemática, una función de verdad es una función que toma un conjunto de valores de verdad y devuelve un valor de verdad. Clásicamente el dominio y el rango de una función de verdad son {verdadero,falso}, pero en general pueden tener cualquier número de valores de verdad, incluso una infinidad de ellos. Una sentencia conectiva (véase abajo) se llama "funcional de verdad" si asigna o denota tal función. 
Una sentencia se llama función de verdad si el valor de verdad de la sentencia es una función del valor de verdad de sus subsentencias. Una clase de sentencias se denomina funcional de verdad si cada uno de sus miembros lo es. Por ejemplo, la sentencia "Las manzanas son frutos y las lechugas son verduras" es funcional de verdad puesto que es verdadero si lo son cada una de sus subsentencias "la manzanas son frutas" y "las lechugas son verduras",y es falso en caso contrario. No todas las sentencias de un lenguaje natural, tal como el español, son funcionales de verdad.
Sentencias de la forma "x cree que..." son ejemplos típicos de sentencias que no son funciones de verdad. Supongamos por ejemplo que María cree que el Sol es más brillante que la Luna pero no cree que la Luna esté hecha de queso verde. Entonces la sentencia
- "María cree que el Sol es más brillante que la Luna"

es verdadera mientras que
- "María cree que la Luna está hecha de queso verde"

es falsa. En ambos casos, cada componente de la sentencia (es decir "el Sol es más brillante que la Luna" y "la Luna está hecha de queso verde") es verdadero el primero y falso el segundo, pero cada componente de la sentencia formada antecediendo la frase "María cree que" difiere en su valor de verdad. Esto es, el valor de verdad de una sentencia de la forma "María cree que..." no está determinado solamente por el valor de verdad de las sentencias de que se compone, y así pues el conectivo (o simplemente operador) no es una función de verdad. 
En lógica clásica, la clase de sus fórmulas (incluyendo las sentencias) es una función de verdad puesto que cada conectivo sentencial (por ejemplo, y, →, etc.) usado en la construcción de fórmulas es función de verdad. Sus valores para varios valores de verdad como argumento se dan usualmente mediante tablas de verdad.
Una función sin argumento, existen dos funciones de verdad posibles:
{\displaystyle {\begin{array}{| ||c|c|}\hline &1&2\\&f_{1}()&f_{2}()\\\hline &1&0\\\hline \end{array}}}
Cuando se trata de una función que toma un solo argumento, existen cuatro funciones de verdad posibles:
{\displaystyle {\begin{array}{|c||c|c|c|c|}\hline &1&2&3&4\\x&f_{1}(x)&f_{2}(x)&f_{3}(x)&f_{4}(x)\\\hline 1&1&1&0&0\\0&1&0&1&0\\\hline \end{array}}}
En cambio, cuando la función toma dos argumentos, existen 16 funciones de verdad posibles:
{\displaystyle {\begin{array}{|c|c||c|c|c|c|c|c|c|c|}\hline &&1&2&3&4&5&6&7&8\\x&y&f_{1}(x,y)&f_{2}(x,y)&f_{3}(x,y)&f_{4}(x,y)&f_{5}(x,y)&f_{6}(x,y)&f_{7}(x,y)&f_{8}(x,y)\\\hline 1&1&1&1&1&1&1&1&1&1\\1&0&1&1&1&1&0&0&0&0\\0&1&1&1&0&0&1&1&0&0\\0&0&1&0&1&0&1&0&1&0\\\hline &&9&10&11&12&13&14&15&16\\x&y&f_{9}(x,y)&f_{10}(x,y)&f_{11}(x,y)&f_{12}(x,y)&f_{13}(x,y)&f_{14}(x,y)&f_{15}(x,y)&f_{16}(x,y)\\\hline 1&1&0&0&0&0&0&0&0&0\\1&0&1&1&1&1&0&0&0&0\\0&1&1&1&0&0&1&1&0&0\\0&0&1&0&1&0&1&0&1&0\\\hline \end{array}}}